# 益友坊
益友坊始建于1929年，为坐落于当时的天津法租界的狄总领事路”（Rue Dillon）（今和平区哈尔滨道），目前为一般保护等级历史风貌建筑。

## 建筑风格
益友坊为三层具有折衷主义建筑特征的砖混结构集合式住宅，建筑沿街外立面为混水墙面，设有四棵贯通一层和二层的变体爱奥尼克柱式，墙面装饰有精美抹灰，其他外立面为红砖清水墙。建筑顶部为双坡屋顶，上面设有老虎窗。建筑整体简洁大方。